# 자유당 (2016년 일본)
자유당(일본어: 自由党 지유토[*], 영어: Liberal Party)은 일본의 정당이다. 전신은 일본미래의 당(日本未来の党)이다.
2012년 12월 일본미래의 당이 당명을 생활당으로 개칭하는 형태로 출범했다. 당의 상징 마크는 국민생활이 제일당의 것을 계승하고 있다.
2014년 12월 시행된 제47회 일본 중의원 의원 총선거 결과 정당요건을 잃고 “기타정치단체”가 되었다. 그러나 12월 26일 무소속 참의원 의원 야마모토 타로가 입당하여 정당요건을 회복함과 동시에 당명을 생활의 당과 야마모토 타로와 친구들로 변경했다.
2019년 4월 26일, 국민민주당과 합당하였다.